# Berryz Kobo
Berryz Kobo или Berryz Koubou (яп. Berryz工房 Berryz Ко:бо:, букв. «Мастерска́я Berryz») — японская идол-группа в составе семи девушек, продюсируемая Цунку.

## Состав
- Саки Симидзу (яп. 清水 佐紀), род. 22 ноября 1991 (33 года) — капитан
- Момоко Цугунага (яп. 嗣永 桃子), род. 6 марта 1992 (33 года)
- Тинами Токунага (яп. 徳永 千奈美), род. 22 мая 1992 (33 года)
- Мааса Судо (яп. 須藤 茉麻), род. 3 июля 1992 (33 года)
- Мияби Нацуяки (яп. 夏焼 雅), род. 25 августа 1992 (32 года)
- Юрина Кумаи (яп. 熊井 友理奈), род. 3 августа 1993 (31 год)
- Рисако Сугая (яп. 菅谷 梨沙子), род. 4 апреля 1994 (31 год)

### Бывшие участницы
- Майха Исимура (яп. 石村 舞波), род. 20 ноября 1992 (32 года) (Решила уйти из группы, чтобы полноценно учиться в школе. Её выпускной состоялся 2 октября 2005 года.)

## История

### 2002—2003: Hello! Project Kids
Будущие участницы группы Berryz Kobo появились в проекте Hello! Project по результатам прослушиваний в новую группу Hello! Project Kids, состоявшихся в 2002 году. Тогда из 27958 аппликанток были отобраны 15 девочек.
В том же году несколько из них снялись в фильме «Mini Moni ja Movie: Okashi na Daibouken!» с участием Mini Moni, а в 2003 трое вошли в состав новообразованных групп: Саки Симидзу и Момоко Цугунага — в ZYX, а Мияби Нацуяки — в Aa!.

### 2004: Новая группа Berryz Kobo
О создании группы Berryz Kobo из восьми участниц Hello! Project Kids было впервые объявлено 14 января 2004 года. Первый сингл группы, «Anata Nashi de wa Ikite Yukenai», вышел в марте 2004 года, ещё два последовали в апреле и мае. Их первый альбом, «1st Cho Berryz», вышел в июле 2004.
Первое концертное выступление группы состоялось 3 марта 2004 года.
Помимо своих собственных релизов, участницы группы также выступали в подтанцовке в клипах группы W и на совместных концертах с этой группой.

### 2005
Первым синглом Berryz Kobo, попавшим в первую десятку списка Орикон за неделю, стал их 6-й сингл «Special Generation», вышедший 30 марта 2005 года. В первую неделю он продался тиражом 19814 экземпляров, став первым синглом Berryz, преодолевшим планку в 20 тысяч копий. На тот момент средний возраст группы был менее 12 лет.
11 сентября 2005 года было объявлено, что Майха Исимура покинет Berryz Kobo и Hello! Project, чтобы сосредоточиться на учёбе. Церемония её выпуска состоялась 2 октября на последнем концерте осеннего тура группы. Майха стала второй после Хайкэ Мичиё девушкой не из Morning Musume, удостоившейся выпускного концерта. В настоящее время Майха — ученица школы Shinagawa Étoile Girls High School, элитной частной школы в Токио, на сайте которой можно видеть множество её фотографий.

### 2007
В феврале 2007 года Berryz Kobo попали в заголовки новостей после того, как на 1 апреля был анонсирован концерт на Saitama Super Arena. Группа дала два концерта, билеты на которые (в сумме 20000 мест) были немедленно распроданы. Кроме того, Berryz Kobo вошли в историю, став самой молодой выступавшей на этой арене группой, побив рекорд, поставленный 4 года назад группой Morning Musume. Средний возраст Berryz был 13,8 года, у Morning Musume же равнялся 16,3.

### 2008
12 марта 2008 года группа выпустила сингл «Dschinghis Khan», свой первый кавер, и на сегодняшний день остающийся её самым продаваемым синглом.
Berryz Kobo выступила на Asia Song Festival 2008 в Южной Корее, представив Японию вместе с W-inds и Анной Цутией. На этом фестивале группе Berryz Kobo вместе с южнокорейским бой-бэндом SHINee была присуждена награда Best New Asian Artist Award.
12 декабря Berryz Kobo выступили на юбилейном концерте группы Sharam Q в Nippon Budokan, посвящённом её 20-летию.
17 ноября группа исполнила песню «Dschinghis Khan» на 41-й церемонии Japan Cable Awards в Nakano Sun Plaza, за которую получила награду Cable Music Award, выдаваемую на основе данных о заявках на песни в кабельной радиосети Cansystem.
Год завершился дебютом группы на 58-м «Кохаку ута гассэн», ежегодном музыкальном шоу на NHK, транслируемом 31 декабря. Они исполнили совместный номер с Morning Musume и °C-ute, последние из которых также дебютировали на Кохаку в этом году.

### 2009
В марте 2009 года на Гавайях прошёл фан-клуб-тур группы, названный просто «Berryz Kobo First Fan Club Tour in Hawaii '09». Он стал первым зарубежным фан-клуб-туром для Берриз.
Концерт, намеченный на воскресенье 22 марта в Нагое, был отменён всего за пару дней до даты из-за того, что две участницы группы, Мияби Нацуяки и Рисако Сугая, заболели гриппом.
3 июня Берриз выпустили свой 20-й по счёту и первый двойной сингл «Seishun Bus Guide/Rival». Песня «Seishun Bus Guide» была использована в качестве эндинга аниме Inazuma Eleven.
25 апреля 2009 года в столице префектуры Тотиги городе Уцуномия, во время своего весеннего тура, группа отпраздновала свой 100-й концерт (не считая сборных концертов).
21 июня Berryz Kobo дали мини-концерт в Южной Корее, ставший их первым концертом за рубежом.

### 2010
Весной 2010 года Berryz Kobo впервые выступили в столице Таиланда Бангкоке.
Со своим третьим двойным синглом «Otakebi Boy Wao! / Tomodachi wa Tomodachi Nanda!», выпущенным 3 марта 2010 года, группа попала на 3-е место недельного списка Орикон. Этот результат ей не удалось превзойти до сих пор. Сингл провёл в первой десятке 2 недели, оказавшись на вторую на 9 месте.
В июле группа выпустила новый сингл, «Maji Bomber!!», заглавная песня с которого была использована в качестве эндинга аниме Inazuma Eleven и в одноимённой игре, на которой аниме основано. Последний эндинг этого аниме, «Shining Power», был выпущен как сингл 10 ноября.

### 2011
25-й сингл Berryz Kobo, «Heroine ni Narou ka», достиг 1-го места дневного списка Oricon за 6 марта 2011 года.
7-й альбом группы, «7 Berryz Times», появился на прилавках в конце марта.
В апреле Berryz Kobo впервые выступили в Соединённых Штатах Америки, на аниме-конвенции Sakura-Con 2011 в Сиэтле. Сообщалось, что на концерте присутствовали 3500 зрителей.
8 июня вышел 26-й сингл Berryz Kobo, «Ai no Dangan».
10 августа 2011 года Берриз выпустили уже 27-й свой сингл, «Aa, Yo ga Akeru».

### 2012
8-й альбом Берризов «Ai no Album 8» появился 22 февраля.
28-й сингл группы анонсирован на 21 марта.
В июне 2012 года Berryz Kobo выступят на аниме-конвенции AnimeNEXT в Сомерсете, штат Нью-Джерси, что станет их вторым концертом в Соединённых Штатах Америки.

## Дискография

### Синглы
| Год  | №  | Название                                           | Место |
| ---- | -- | -------------------------------------------------- | ----- |
| 2004 | 1  | «Anata Nashi de wa Ikite Yukenai»                  | 18    |
| 2004 | 2  | «Fighting Pose wa Date ja Nai!»                    | 25    |
| 2004 | 3  | «Piriri to Yukou!»                                 | 37    |
| 2004 | 4  | «Happiness ~Kofuku Kangei!~»                       | 20    |
| 2004 | 5  | «Koi no Jubaku»                                    | 13    |
| 2005 | 6  | «Special Generation»                               | 7     |
| 2005 | 7  | «Nanchuu Koi wo Yatteruu YOU KNOW?»                | 13    |
| 2005 | 8  | «21ji made no Cinderella!»                         | 13    |
| 2005 | 9  | «Gag 100kaibun Aishite Kudasai»                    | 19    |
| 2006 | 10 | «Jiriri Kiteru»                                    | 6     |
| 2006 | 11 | «Waracchaou yo BOYFREND»                           | 15    |
| 2006 | 12 | «Munasawagi Scarlet!»                              | 12    |
| 2007 | 13 | «VERY BEAUTY»                                      | 11    |
| 2007 | 14 | «Kokuhaku no Funsui Hiroba»                        | 4     |
| 2007 | 15 | «Tsukiatteru no ni Kataomoi»                       | 6     |
| 2008 | 16 | «Dschinghis Khan»                                  | 5     |
| 2008 | 17 | «Yuke Yuke Monkey Dance!»                          | 4     |
| 2008 | 18 | «MADAYADE»                                         | 6     |
| 2009 | 19 | «Dakishimete Dakishimete»                          | 8     |
| 2009 | 20 | «Seishun Bus Guide/Rival»                          | 4     |
| 2009 | 21 | «Ryuusei Boy/Watashi no Mirai no Danna-sama»       | 5     |
| 2010 | 22 | «Otakebi Boy Wao! / Tomodachi wa Tomodachi Nanda!» | 3     |
| 2010 | 23 | «Maji Bomber!!»                                    | 6     |
| 2010 | 24 | «Shining Power!!»                                  | 7     |
| 2011 | 25 | «Heroine ni Narou ka!»                             | 7     |
| 2011 | 26 | «Ai no Dangan»                                     | 11    |
| 2012 | 27 | «Aa, Yo ga Akeru»                                  | 7     |
| 2012 | 28 | «Be Genki (Naseba Naru!)»                          | 9     |
| 2012 | 29 | «cha cha SING»                                     | 6     |
| 2012 | 30 | «WANT!»                                            | 3     |
| 2013 | 31 | «Asian Celebration»                                | 8     |
| 2013 | 32 | «Golden Chinatown / Sayonara Usotsuki na Watashi»  | 6     |

### Студийные альбомы
| Год  | № | Название                  | Место |
| ---- | - | ------------------------- | ----- |
| 2004 | 1 | 1st Chou Berryz           | 18    |
| 2005 | 2 | Dai 2 Seichouki           | 19    |
| 2006 | 3 | 3 Natsu Natsu Mini Berryz | 20    |
| 2007 | 4 | 4th Ai no Nanchara Shisuu | 14    |
| 2008 | 5 | 5 (FIVE)                  | 11    |
| 2010 | 6 | 6th Otakebi Album         | 12    |
| 2011 | 7 | 7 Berry Times             | 10    |
| 2012 | 8 | Ai no Album 8             | 25    |

### Сборники
| Год  | Название                               | Место |
| ---- | -------------------------------------- | ----- |
| 2005 | Special! Best Mini ~2.5 Maime no Kare~ | 45    |
| 2009 | Berryz Kobo Special Best Vol. 1        | 11    |

## Видеоклипы
| №  | Название                                                     | Офиц. видео на YouTube |
| -- | ------------------------------------------------------------ | ---------------------- |
| 1  | «Anata Nashi de wa Ikite Yukenai»                            | смотреть               |
| 2  | «Fighting Pose wa Date ja Nai!»                              | смотреть               |
| 3  | «Piriri to Yukou!»                                           | смотреть               |
| 4  | «Happiness (Koufuku Kangei!)»                                | смотреть               |
| 5  | «Koi no Jubaku»                                              | смотреть               |
| 6  | «Special Generation»                                         | смотреть               |
| 7  | «Nanchuu Koi o Yatteruu YOU KNOW?»                           | смотреть               |
| 8  | «21ji made no Cinderella»                                    | смотреть               |
| 9  | «Gag 100kaibun Aishite Kudasai»                              | смотреть               |
| 10 | «Jiriri Kiteru»                                              | смотреть               |
| 11 | «Waracchaou yo BOYFRIEND»                                    | смотреть               |
| 12 | «Munasawagi Scarlet»                                         | смотреть               |
| 13 | «VERY BEAUTY»                                                | смотреть               |
| 14 | «Kokuhaku no Funsui Hiroba»                                  | смотреть               |
| 15 | «Tsukiatteru no ni Kataomoi»                                 | смотреть               |
| 16 | «Dschinghis Khan»                                            | смотреть               |
| 17 | «Yuke Yuke Monkey Dance»                                     | смотреть               |
| 18 | «MADAYADE»                                                   | смотреть               |
| 19 | «Dakishimete Dakishimete»                                    | смотреть               |
| 20 | «Seishun Bus Guide»                                          | смотреть               |
| 20 | «Rival»                                                      | смотреть               |
| 21 | «Watashi no Mirai no Danna-sama»                             | смотреть               |
| 21 | «Ryuusei Boy»                                                | смотреть               |
| 22 | «Otakebi Boy WAO!»                                           | смотреть               |
| 22 | «Tomodachi wa Tomodachi Nanda!»                              | смотреть               |
| 23 | «Maji Bomber!!»                                              | смотреть               |
| 24 | «Shining Power»                                              | смотреть               |
| 25 | «Heroine ni Narou ka!»                                       | смотреть               |
| 26 | «Ai no Dangan»                                               | смотреть               |
| 27 | «Aa, Yo ga Akeru»                                            | смотреть               |
| —  | «Amazuppai Haru ni Sakura Saku» (исп. Berryz Kobo × °C-ute)  | смотреть               |
| —  | «Busu ni Naranai Tetsugaku» (исп. Hello! Project Mobekimasu) | смотреть               |
| 28 | «Be Genki (Naseba Naru!)»                                    | смотреть               |
| —  | «Chou HAPPY SONG» (исп. Berryz Kobo × °C-ute)                | смотреть               |
| 29 | «cha cha SING»                                               | смотреть               |
| 29 | «Loving you Too much»                                        | смотреть               |
| 29 | «Momochi! Yurushite-nyan Taisou» (исп. Momochi)              | смотреть               |
| 30 | «WANT!»                                                      | смотреть               |
| 31 | «Asian Celebration»                                          | смотреть               |
| 32 | «Golden Chinatown»                                           | смотреть               |
| 32 | «Sayonara Usotsuki na Watashi»                               | смотреть               |

## Награды

### Asia Song Festival
| Год  | Номинированная работа | Номинация                   | Результат |
| ---- | --------------------- | --------------------------- | --------- |
| 2008 | Berryz Kobo (группа)  | Best New Asian Artist Award | Победа    |

### Japan Cable Awards
| Год  | Номинированная работа | Номинация         | Результат |
| ---- | --------------------- | ----------------- | --------- |
| 2008 | «Dschinghis Khan»     | Cable Music Award | Победа    |
| 2008 | «Dschinghis Khan»     | Grand Prix*       | Номинация |

* присуждается песне, на которую поступило наибольшее количество заявок на кабельном радио